# Boubín
Der Boubín (deutsch Kubany, älter auch Kubang) ist ein 1362 m hoher Berg in Tschechien. Er liegt 14 Kilometer westlich von Prachatice im Böhmerwald.

## Lage und Umgebung
Der Boubín ist der höchste Böhmerwaldgipfel abseits des Gebirgshauptkamms. Zusammen mit dem 1264 m hohen Bobík  bildet er ein mächtiges, das östliche Böhmerwaldvorland dominierendes Massiv. Die Nordflanke entwässert zur Volyňka und über den Cikánský potok zur Blanice, die Südflanke zur Moldau. Zu Füßen des Boubín liegen die Orte Kubova Huť, Horní Vltavice, Buk pod Boubínem, Šumavské Hoštice  und Záblatí.

## Urwald

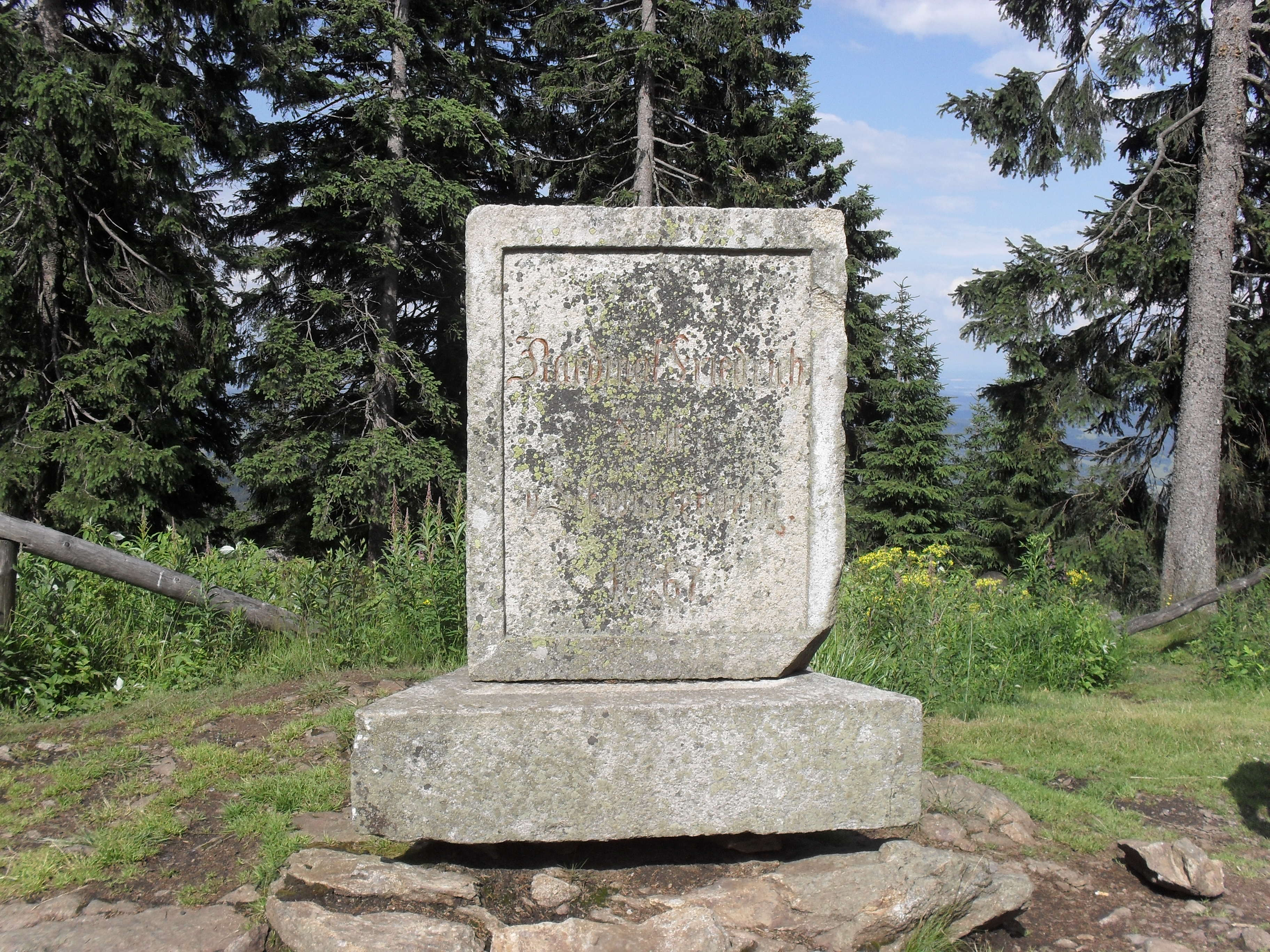
„Kardinal Friedrich Fürst von Schwarzenberg 3.8.1867“

Im Boubín-Massiv befindet sich das Reservat des Boubínský prales (Kubany-Urwald). Es erstreckt sich am Südabhang auf einer Fläche von 666 ha in einer Höhe von 940 bis 1120 m. Bereits im Jahre 1858 erreichte der damalige Oberförster Joseph John, dass der sogenannte Jungfrauwald vom Fürsten Johann Adolf II. zu Schwarzenberg unter Schutz gestellt wurde. Damit ist der Boubín-Urwald das drittälteste Naturschutzgebiet Tschechiens. Hier finden sich die besterhaltenen Teile des ursprünglichen Bergmischwalds im Böhmerwald, insbesondere alte Fichten- und Tannenbestände mit außergewöhnlichen Wuchsmerkmalen. Manche Bäume sind 300 bis 400 Jahre alt. Der „Fichtenkönig“ fiel 1970 im Alter von 440 Jahren einem Sturm zum Opfer; er war 57 m hoch und hatte einen Umfang von 5,08 m. Zu den seltenen Pilzen im Boubín-Urwald gehört die Böhmerwaldlorchel (Pseudorhizina sphaerospora), die in Tschechien nur von drei Fundorten bekannt ist.
Beginnend vom kleinen Stausee Boubínské jezirko (Kubanischwelle) führt ein 3,8 km langer Naturlehrpfad rund um den umzäunten Kernbereich des Urwalds.

## Aussichtsturm

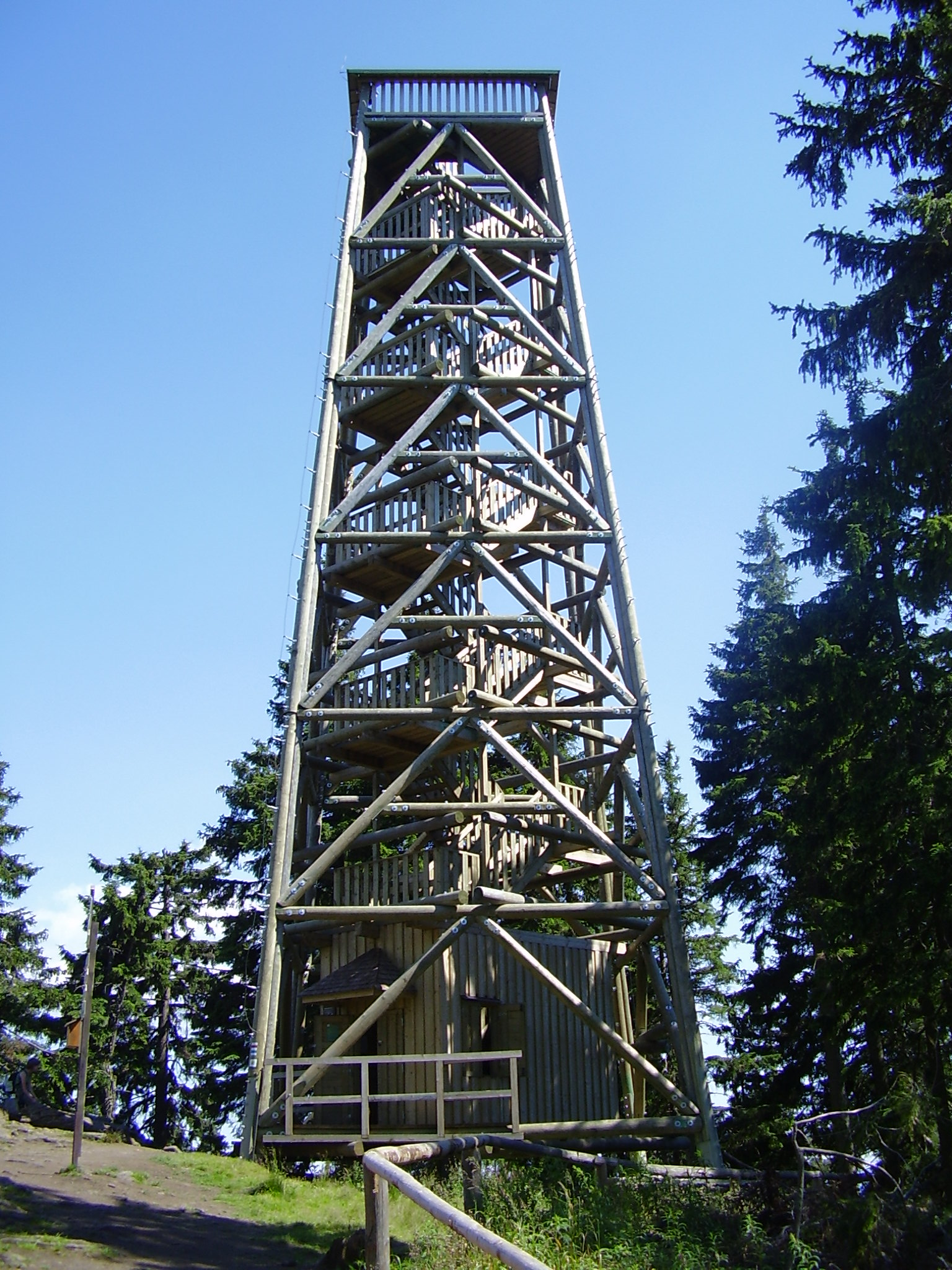
Aussichtsturm

Seit dem Frühjahr 2005 steht auf dem Boubíngipfel ein Aussichtsturm. Der 21 Meter hohe Holzturm kann auf 109 Stufen erstiegen werden. Von der Plattform bietet sich ein weiter Ausblick über den östlichen Böhmerwald.